# Gornje Crniljevo
Gornje Crniljevo (en serbe cyrillique : Горње Црниљево) est un village de Serbie situé dans la municipalité d’Osečina, district de Kolubara. Au recensement de 2011, il comptait 407 habitants.

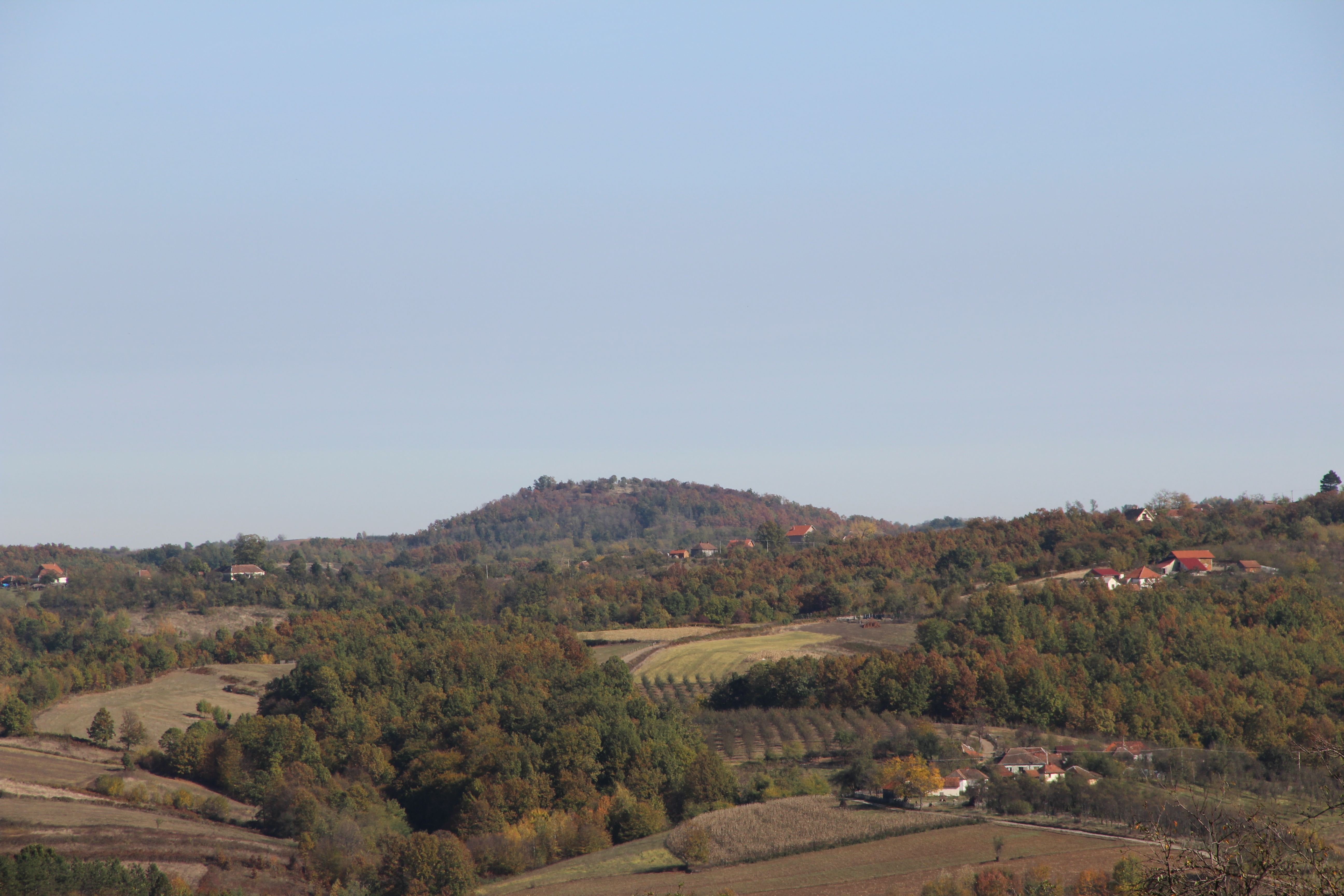
Gornje Crniljevo - panorama
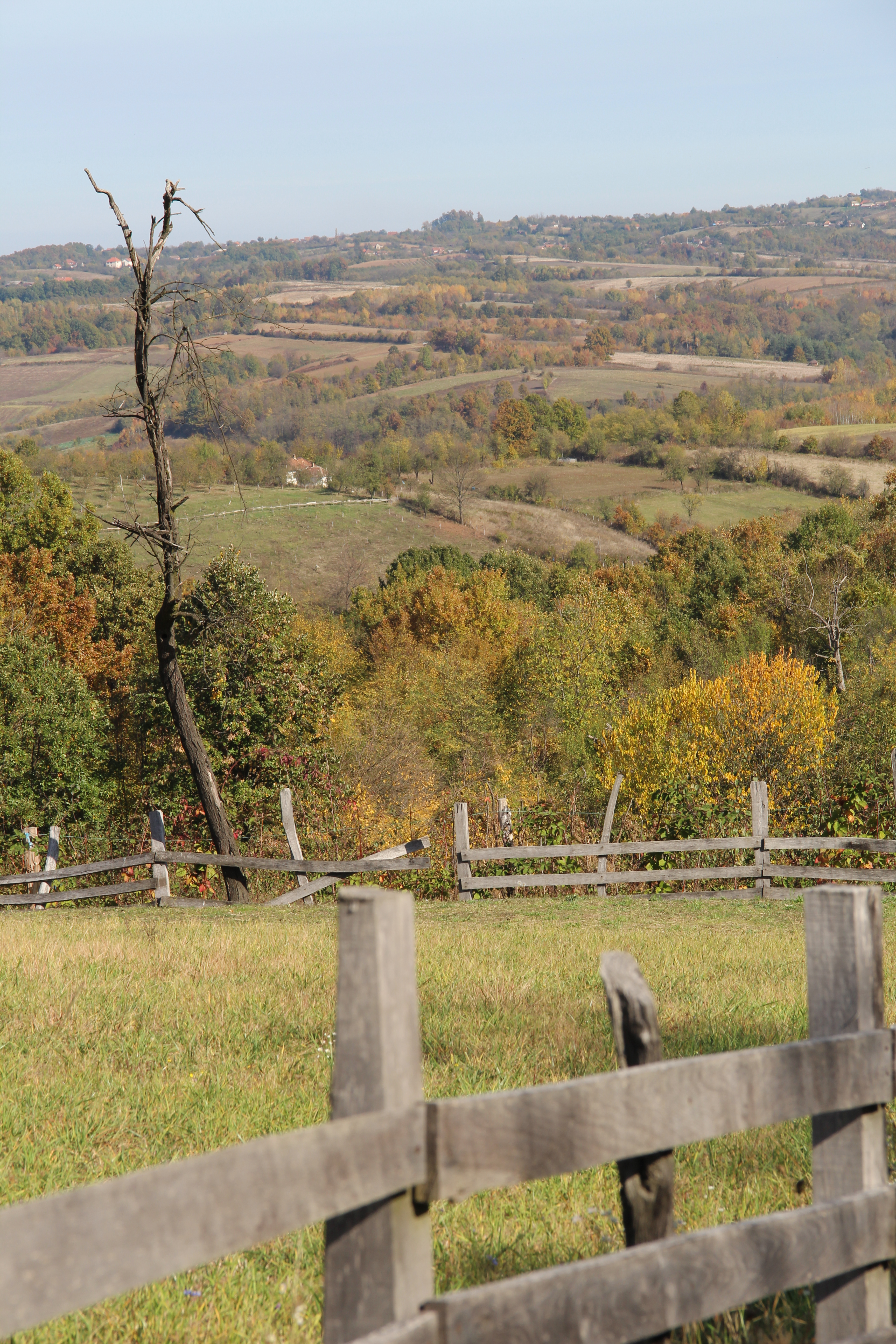
Gornje Crniljevo - panorama
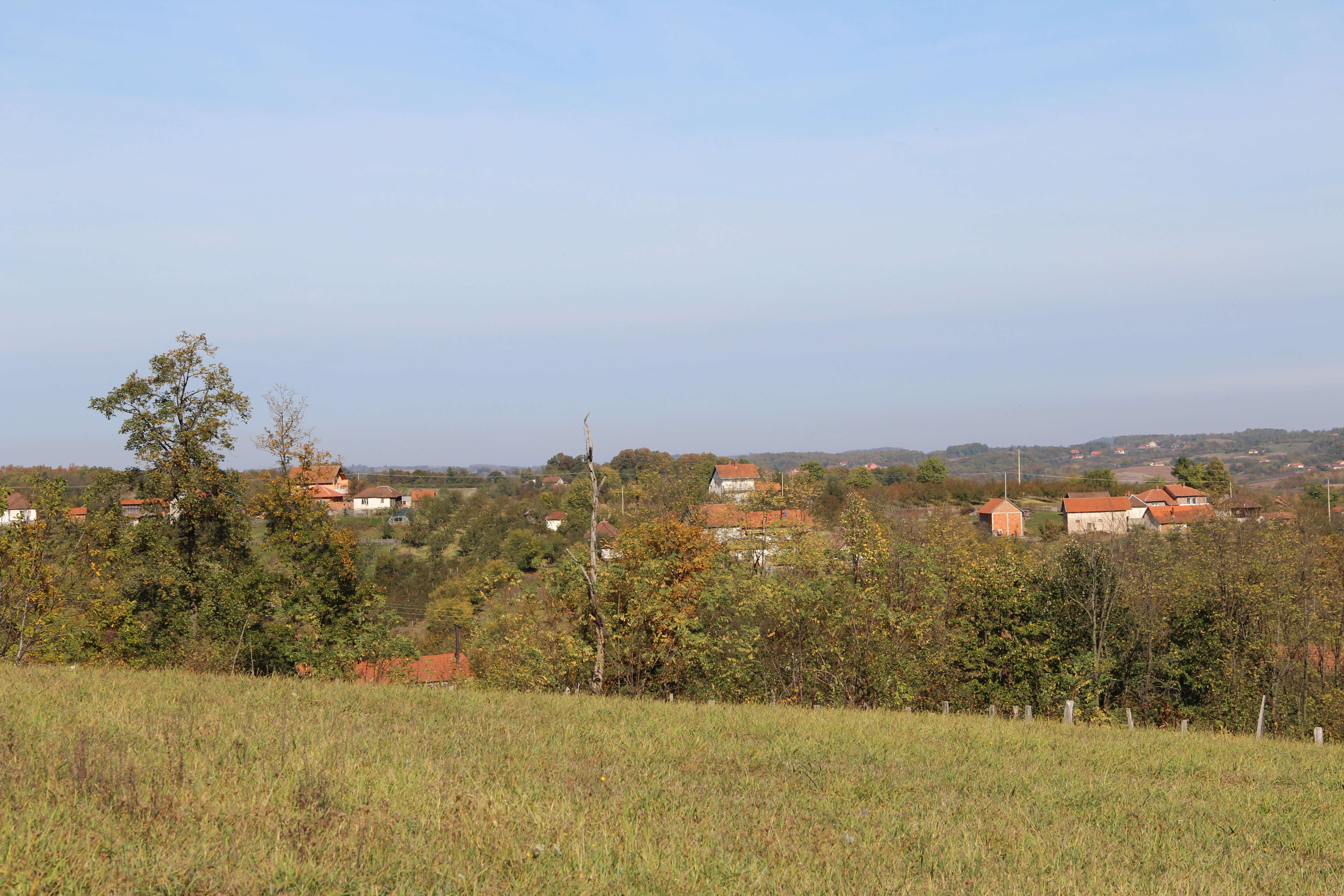
Gornje Crniljevo - panorama
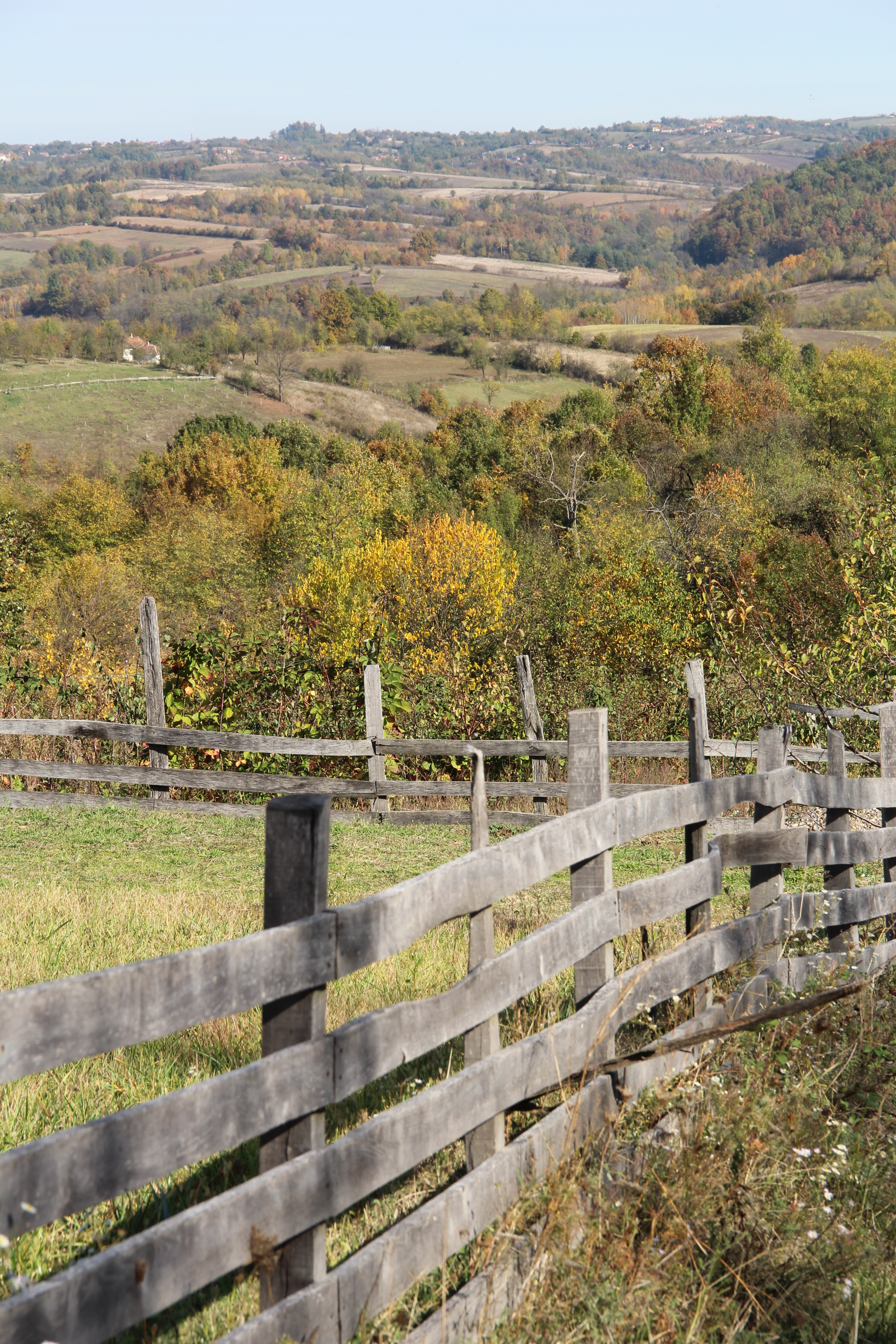
Gornje Crniljevo - panorama
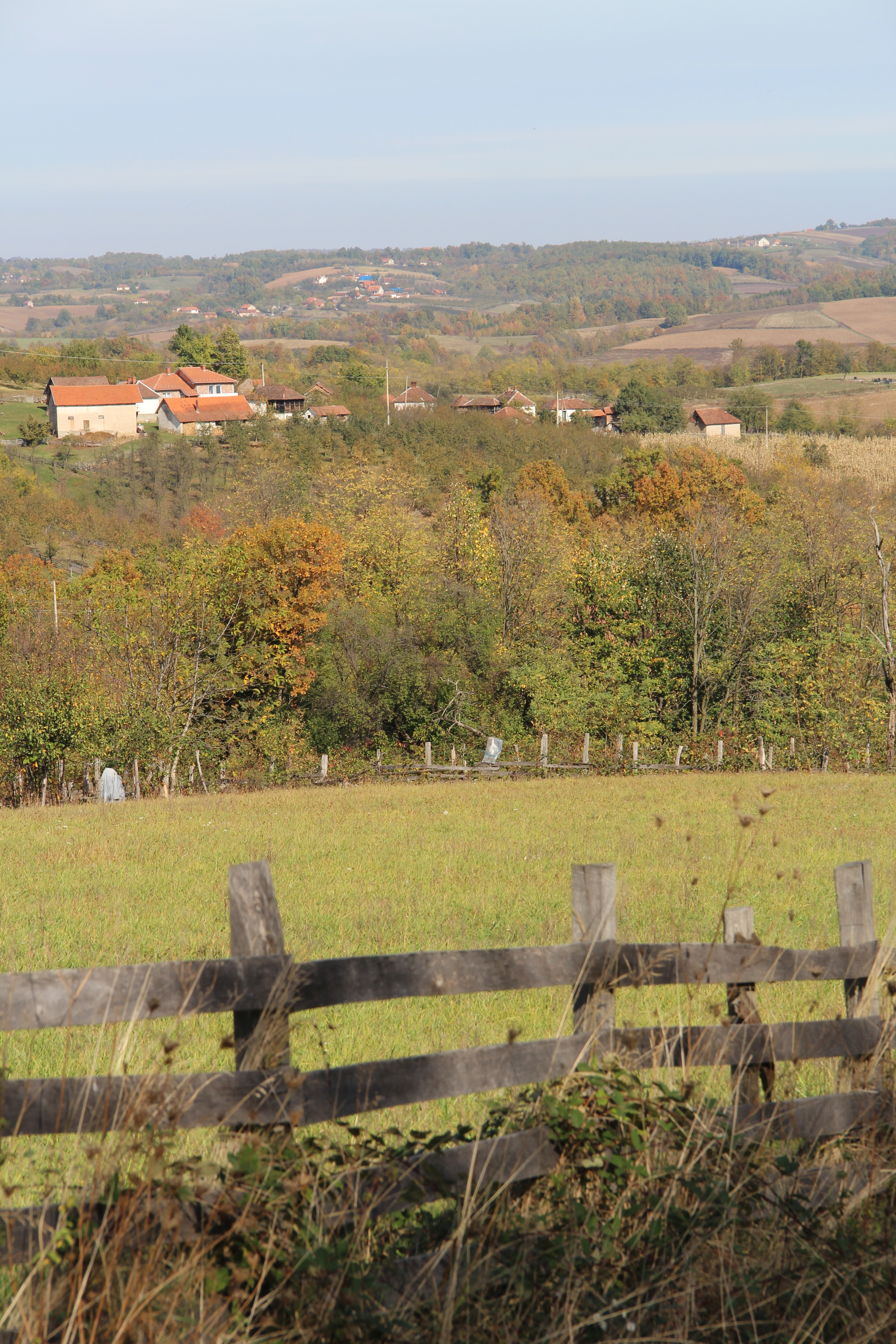
Gornje Crniljevo - panorama
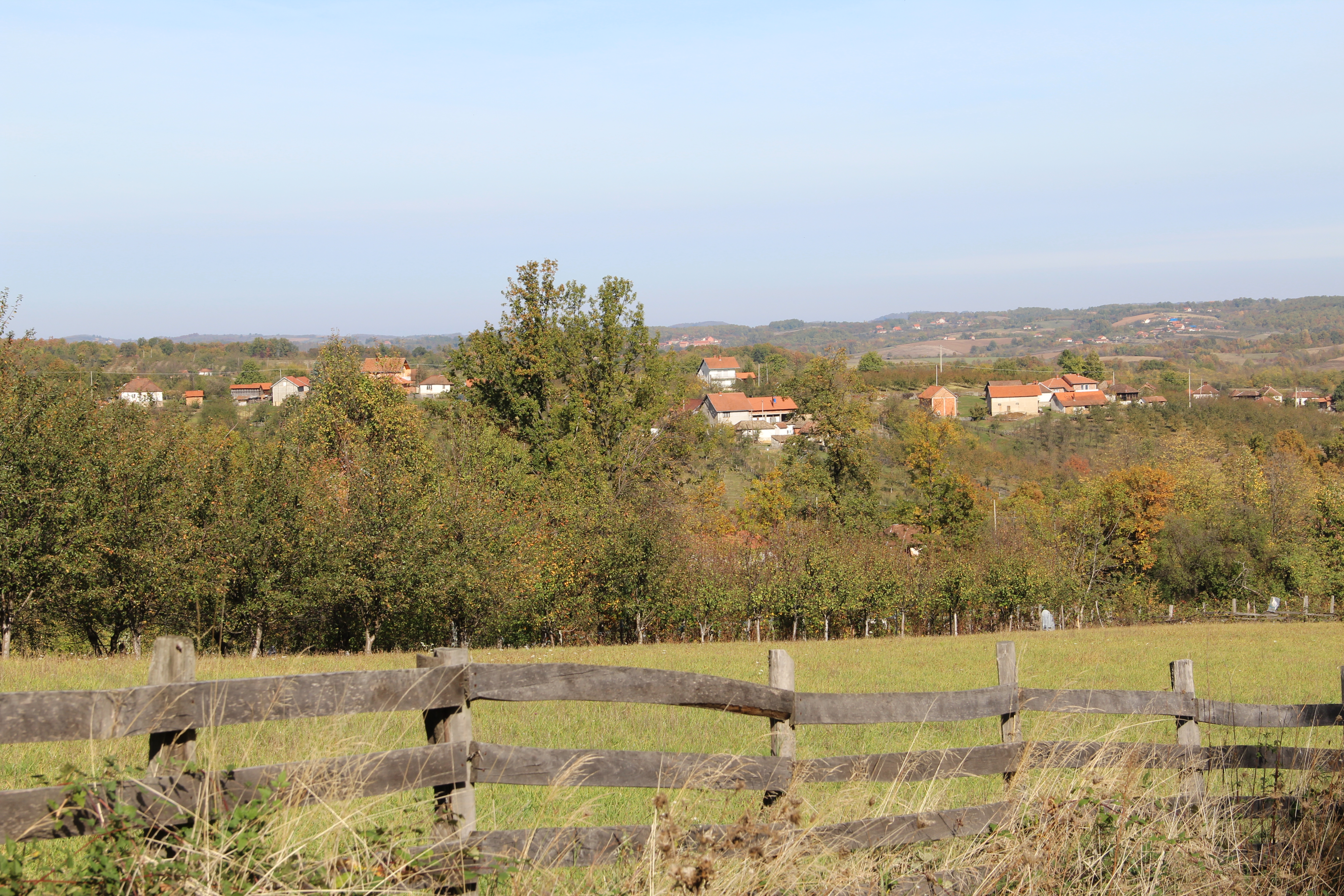
Gornje Crniljevo - panorama
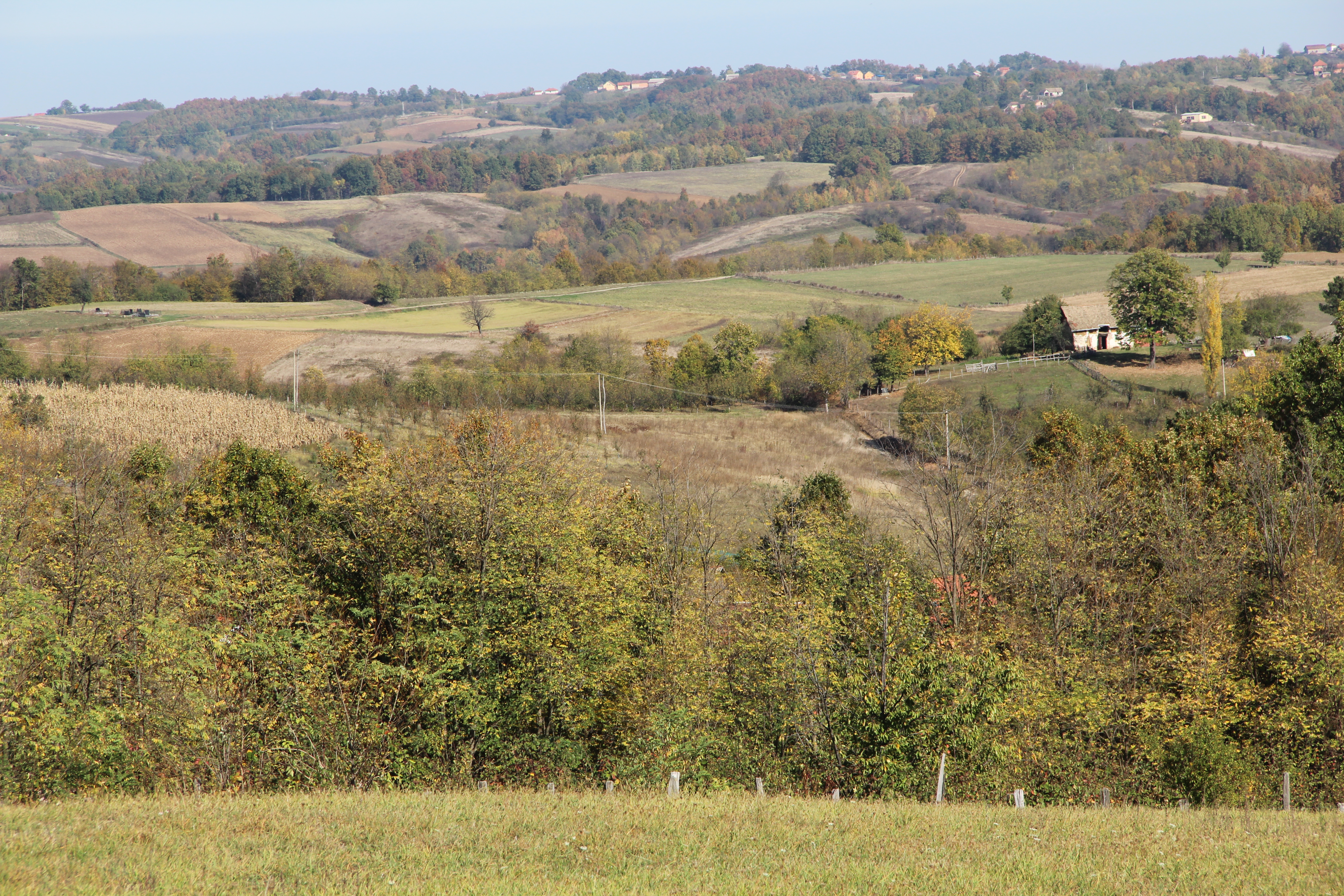
Gornje Crniljevo - panorama
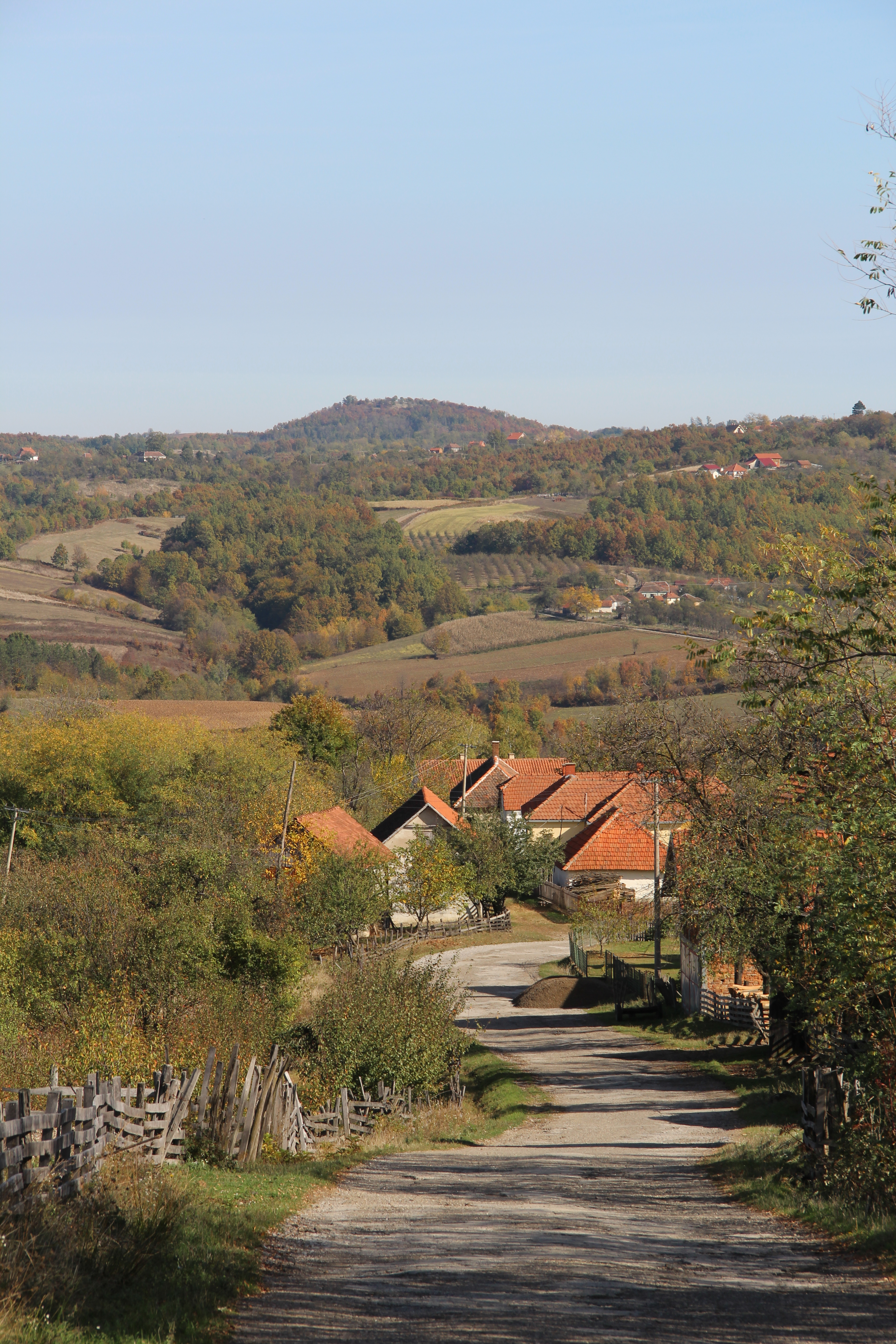
Gornje Crniljevo - panorama

## Démographie

### Évolution historique de la population
| 1948  | 1953  | 1961  | 1971 | 1981 | 1991 | 2002 | 2011 |
| ----- | ----- | ----- | ---- | ---- | ---- | ---- | ---- |
| 1 115 | 1 155 | 1 073 | 988  | 876  | 695  | 554  | 407  |

|  |